# Saint-Aubin-d'Arquenay
Saint-Aubin-d'Arquenay är en kommun i departementet Calvados i regionen Normandie i norra Frankrike. Kommunen ligger i kantonen Ouistreham som ligger i arrondissementet Caen. År 2022 hade Saint-Aubin-d'Arquenay 1 119 invånare.

## Befolkningsutveckling
Antalet invånare i kommunen Saint-Aubin-d'Arquenay
Referens:INSEE